# 胰液
胰液（英語：Pancreatic juice）是胰腺分泌的液體，其含有多種酶，包括胰蛋白酶原、胰凝乳蛋白酶原、彈性蛋白酶、羧肽酶、胰脂肪酶、核酸酶和澱粉酶。胰腺位於內臟區域，其分泌物質是消化系統所需的主要物質之一。
胰液由於高濃度的碳酸氫根離子，本質上是鹼性的。碳酸氫鹽可用於中和酸性的胃酸，從而實現有效的酶促改變。
胰液的分泌主要是受到促胰液素及膽囊收縮素等激素的調節，這些激素是在十二指肠壁產生的，也受到自主神经系统的支配。酸性的食糜進入十二指肠會促使這些激素的分泌。
上述激素的協同作用會促使胰腺分泌大量鹼性、富含酶的胰液進入十二指腸。胰腺也接受自主神經的支配。進入胰液的血流會受到交感神经的調節，而副交感神经會激發刺激腺泡和中央棘突細胞的活性。
分泌的胰液是由導管細胞產生的碳酸氫鹽水溶液，以及腺泡細胞產生的酶。碳酸氫鹽可以中和從胃部進入酸性食糜的酸鹼性，酶可以分解蛋白質、脂質以及糖類，後續小腸可以進一步的處理及吸收。
胰液是透過十二指腸乳頭分泌到十二指腸，有些人還有稱為副胰管（accessory pancreatic duct）的輔助管路，有些人的副胰管可以分泌胰液，有些人的不行。

## 外部連結
- 道兰氏医学词典中的Pancreatic juice
- Nosek, Thomas M. . . （原始内容存档于2016-03-24）.